# Aconogonon bargusinense
Aconogonon bargusinense är en slideväxtart som först beskrevs av Galina A. Peschkova, och fick sitt nu gällande namn av Sojak. Aconogonon bargusinense ingår i släktet sliden, och familjen slideväxter. Inga underarter finns listade i Catalogue of Life.